# Путна (Караш-Северин)
Путна (рум. Putna) насеље је у Румунији у округу Караш-Северин у општини Пригор. Oпштина се налази на надморској висини од 427 m.

## Прошлост
Аустријски царски ревизор Ерлер је 1774. године констатовао да место припада Алмажком округу, Оршавског дистрикта. Село има милитарски карактер а становништво је било претежно влашко.

## Становништво
Према подацима из 2002. године у насељу је живело 198 становника, од којих су сви румунске националности.